# Babino (Macedonia Północna)
Babino (mac. Бабино; ang. Babino) – wieś w Macedonii Północnej położona w gminie Demir Hisar.
U schyłku XIX wieku, Babino było bułgarską wsią położoną w Imperium Osmańskim. W 1900 roku miejscowość tę, według bułgarskiego geografa Wasila Kanczowa, który dokonał wówczas powszechnego spisu ludności, zamieszkiwało 430 osób narodowości bułgarskiej (wszyscy byli chrześcijanami).
W 2002 roku wieś (wtedy w gminie Sopotnica) zamieszkiwały już tylko 34 osoby (8 mężczyzn i 26 kobiet), co stanowiło 0,36% ludności całej gminy. 33 osoby były narodowości macedońskiej a jedna osoba przypisała się do narodowości serbskiej.
Według spisu powszechnego w 2021 roku Babino zamieszkiwało 21 osób.